# Miss You (Carla Bruni)
Miss You è un singolo della cantante, modella, ex premiere dame Carla Bruni, primo estratto dall'album French Touch e pubblicato il 21 luglio 2017 dall'etichetta Universal Music.

## La canzone
La canzone è la cover del famosissimo brano dei Rolling Stones pubblicato nel 1978. La versione dell'artista è stata prodotta da David Foster. Della canzone sono stati pubblicati anche sei remix, tra cui quello dei Nouvelle Vague entrato in rotazione radiofonica.

## Videoclip
Il video musicale è stato diretto da Jean-Baptiste Mondino e prodotto da Iconoclast. Mostra l'artista con un velo nero, tra primi-piano ed eleganti coreografie.

## Tracce
Download digitale
1. Miss You – 3:31 (testo: Keith Richards, Mick Jagger)

Download digitale - Nouvelle Vague Remix
1. Miss You - Nouvelle Vague Remix – 3:58

Download digitale - Mark Ralph Remix
1. Miss You - Mark Ralph Remix – 3:30

Download digitale - Avanae Remix
1. Miss You - Avanae Remix – 3:09

Download digitale - The Wickeed Remix
1. Miss You - The Wickeed Remix – 2:48

Download digitale - Mosey Remix
1. Miss You - Mosey Remix – 4:42

Download digitale - Aslove Remix
1. Miss You - Aslove Remix – 3:24